# Boot Hill
Boot Hill — аркадная игра в жанре шутер, выпущенная Midway в 1977 году. Игра является продолжением Gun Fight.

## Описание
Игра представляет собой классическую перестрелку в стиле вестерна для одного или двух игроков. Каждый из игроков использует свой джойстик для того, чтобы перемещать своего ковбоя вверх и вниз по игровой области, а второй джойстик намного большего размера используется для прицеливания пистолетом и выстрела. На этом джойстике есть кнопка спускового крючка.
Единственная цель игры — попасть в другого игрока, который располагается на другой стороне игровой области. В центре игровой области могут находиться повозки и кактусы, которыми можно воспользоваться, чтобы временно укрыться от огня противника. Эти препятствия медленно рассыпаются по мере того, как в них попадают выстрелы.
Механика игры похожа на использованную в игре Pong. Выстрелы отражаются от верхней и нижней сторон экрана, основная разница заключается в цели игры: не «поймать» летящий предмет, а увернуться от него.
Каждому игроку даётся 6 патронов для револьвера, присутствует также временное ограничение. Это добавляет игре реализма. Игрок должен выбрать стратегию: быстро выскочить из укрытия и выпустить всю обойму в противника (перезарядка отсутствует, так что это может означать быстрый проигрыш), либо тщательно всё рассчитать и попытаться «достать» противника одним хорошо нацененным выстрелом.

## Эмуляция
Ощущения от игры плохо передаются эмуляторами. Это связано как с отсутствием подходящих устройств управления, так и с тем, что в оригинальном игровом автомате игровое поле проецировалось на рисованую картинку города на Диком Западе. На этой картинке присутствовало также кладбище (англ. boot hill), куда под траурный марш перемещались убитые игроки, превращаясь в надгробия.